# Azmi Biszara
Azmi Biszara (arab. عزمي بشارة, hebr. עזמי באשרה, ur. 22 czerwca 1956) – izraelski polityk, będący Palestyńczykiem, członek Knesetu. Urodził się w Nazarecie, gdzie mieszka do dziś. Urodził się w palestyńskiej rodzinie chrześcijańskiej, ale opowiada się za świeckim światopoglądem.
Był pierwszym izraelskim Arabem ubiegającym się o stanowisko premiera. Jego osoba jest kontrowersyjna w Izraelu, z powodu propagowania przez niego idei, iż kraj ten należy zmienić w „państwo wszystkich jego obywateli”. Krytykuje również tożsamość Izraela jako państwa żydowskiego i ideologię syjonizmu.
Biszara jest członkiem Knesetu od 1996 roku, jest także członkiem założycielem ugrupowania Balad, reprezentującego izraelskich Arabów opowiadających się za demokracją liberalną. Balad i Biszara twierdzą, iż równość obywateli w państwie opiera się na oddzieleniu go od religii. Postulują także transformację Izraela z kraju żydowskiego w państwo dwunarodowe oraz utworzenie państwa palestyńskiego na Zachodnim Brzegu Jordanu.
Biszara, jako arabski intelektualista, publikował swoje prace w języku arabskim, angielskim, niemieckim i hebrajskim, na temat demokracji, społeczeństwa obywatelskiego, prawach mniejszości narodowych w Izraelu, islamu i demokracji, problemów Palestyńczyków w Izraelu i poza nim.
Na początku 2002 roku izraelski Sąd Najwyższy oddalił pięć pozwów przeciwko Bisharze, wniesionych przez prokuratora generalnego i skrajnie prawicowe partie. Miały one na celu pozbawienia Bisharę i Balad prawa kandydowania w wyborach. Biszara jednak wystartował i trzeci raz wszedł do Knesetu. W 2007 r. opuścił Izrael obawiając się aresztowania przez Szin Bet pod zarzutem zdrady państwa i szpiegostwa na rzecz Hezbollahu.